# Tel-Qatzir
Tel-Qatzir (en hébreu : תל קציר) est un kibboutz situé dans la vallée du Jourdain au nord d'Israël. Il se trouve au sud du lac de Tibériade à l'est du Jourdain.
Lors de la Guerre d'Indépendance, la colline où est établi kibboutz sert de position à l'armée syrienne.
Tel-Qatzir est fondé en 1949 par un groupe de jeunes Juifs laïcs, issus des rangs du Nahal. Son nom provient du nom du village arabe Tel el Qasser. Lors de la Guerre d'usure, ce sont les tirs jordaniens[réf. nécessaire] qu'il a eu à essuyer.
Chaque famille y a à sa disposition un demi-hectare de terrain.
Les principaux domaines d'exploitation du kibboutz sont :
- la production de sucreries ;
- une auberge de jeunesse ;
- la culture des bananes ;
- l'élevage de vaches, de poules et d'autruches.